# Distrito de Chacas
El distrito de Chacas, es una división territorial perteneciente a la provincia de Asunción, en la región peruana de Áncash. Fue creado en 1825 por Simón Bolívar y refrendado por ley del 2 de enero de 1857. Limita por el oeste con la provincia de Carhuaz; por el norte con el distrito de Acochaca; por el este con la provincia de Carlos Fermín Fitzcarrald; y, por el sur con la Provincia de Carhuaz y Huari. Tiene una población estimada de 4500 habitantes al año 2025.
Se sitúa en la subcuenca izquierda del río Marañón y se extiende a lo largo de 447,69 km², lo que representa el 85 % del territorio provincial, la mitad del cual se emplaza dentro del Parque Nacional Huascarán, donde se ubican dos cumbres chacasinas que sobrepasan los 6 000 m s. n. m., las montañas Copa y Hualcán.
La mitad del territorio distrital se ubica dentro del Parque Nacional Huascarán, declarado Patrimonio de la Humanidad en 1985. Este territorio bastante agreste, tiene 52 lagunas y 14 picos nevados a los que se tienen acceso desde las ciudades de Chacas, Pampash, Huallin, Rayán, Cochas y Huecroncocha.

## Ubicación
El distrito de Chacas está ubicado en la vertiente oriental de la Cordillera Blanca. Parte de su territorio —que incluye a los pisos altitudinales Quechua, Suni o Jalca, Puna y Janca— se localiza en el núcleo y en la zona de amortiguamiento del Parque Nacional Huascarán. Su rango de altitud comprende desde los 2800 m s. n. m. en Chucpin hasta los 6173 m s. n. m. en el Nevado Copa. La ciudad de Chacas se encuentra en la región Quechua.
| Noroeste: Provincia de Carhuaz | Norte: Distrito de Acochaca | Noreste: Provincia de Carlos Fermín Fitzcarrald |
| Oeste: Provincia de Carhuaz    |                             | Este: Provincia de Carlos Fermín Fitzcarrald    |
| Suroeste Provincia de Carhuaz  | Sur: Provincia de Carhuaz   | Sureste: Provincia de Huari                     |

## Relieve

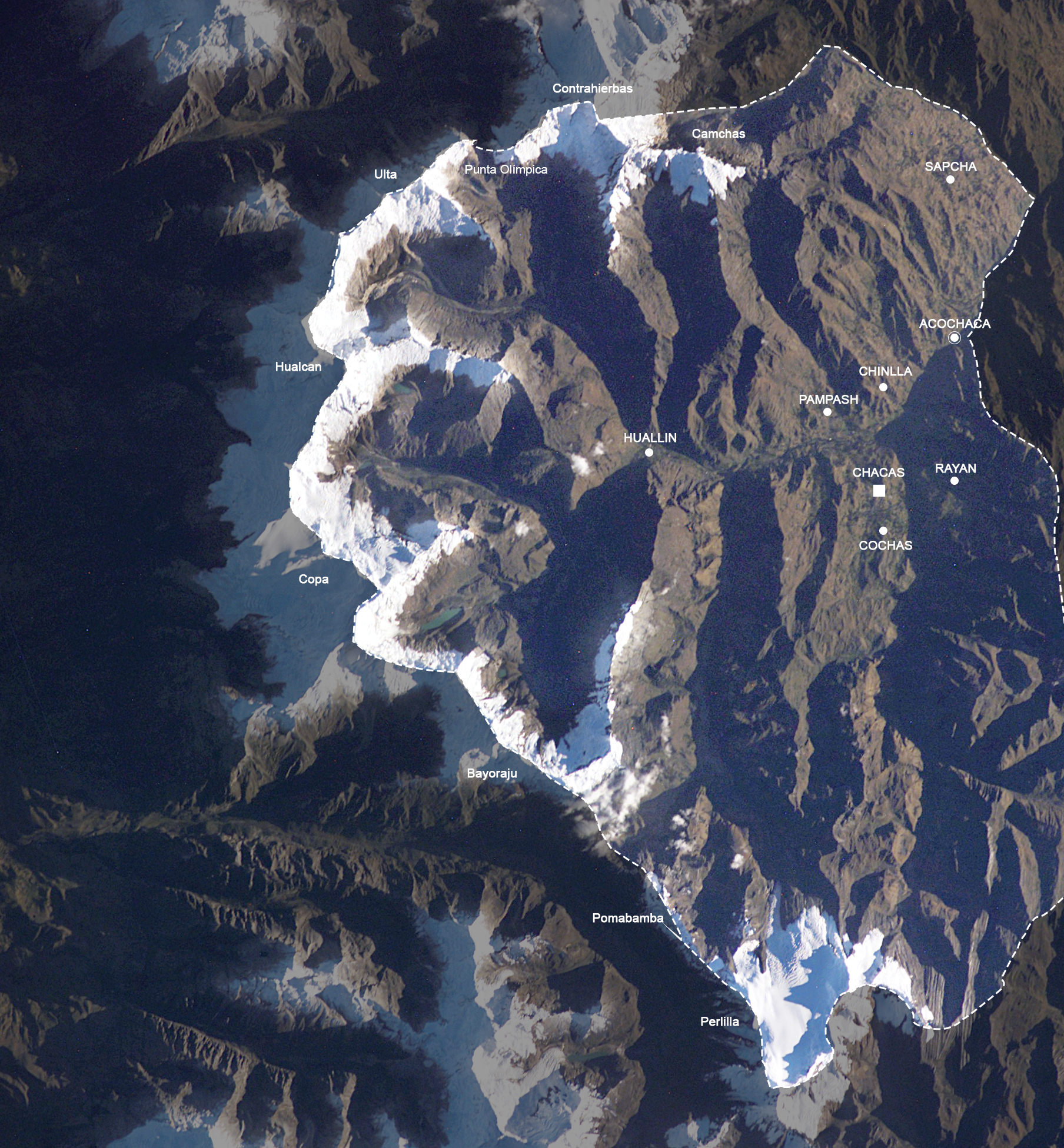
Relieve de la provincia con los principales pueblos y montañas.

La geología distrital consiste en depósitos aluviales del Cuaternario en el fondo de los valles de Chucpin y Arma, mientras que por encima de los 3000 m s. n. m. presenta terrenos con rocas sedimentarias pertenecientes a las eras del Cretácico inferior (formaciones estratigráficas Chimú, Santa y Carhuaz) y el Jurásico superior (formaciones Chicama y Oyón); caracterizadas por la presencia de granito, lutitas, areniscas, limolitas, cuarcitas, mantos de carbón antrácito y pizarras negras.

La ciudad de Chacas se encuentra ubicada a 3359 m s. n. m. sobre una meseta de superficie irregular compuesta mayormente por dacita y arenisca, que asciende desde su punto más bajo en el centro poblado de Chucpin, a 3000 m s. n. m., hasta los 3560 m s. n. m., en Cochas. La orografía alrededor de esta meseta, al igual que en la provincia, se caracteriza por ser bastante accidentada, con abundancia de terrenos montañosos, esto debido a su ubicación en el territorio de la falla activa Cordillera Blanca que viene levantando toda la sierra oriental de Áncash desde el periodo cuaternario (2588 millones de años atrás) a razón de 1 mm/año mientras que el bloque occidental (Callejón de Huaylas) continúa en hundimiento. Los estudios de geología sísmica muestran que esta falla sigue activa, por lo que se trata de una fuente sismogénica continental o intraplaca, donde se espera que ocurran rupturas violentas con desplazamientos de hasta 3 metros originando sismos con magnitud de hasta 7,4 ML. Las elevaciones de terrenos con mayor altitud se dan en el margen occidental del distrito por formar parte de la Cordillera Blanca; las cimas más elevadas son: el Nevado Perlilla con 5586 m s. n. m., localizado al sur; al este el Cerro Huakuy con 4702 m s. n. m. y al oeste el Nevado Copa con 6173 m s. n. m.

## Hidrografía

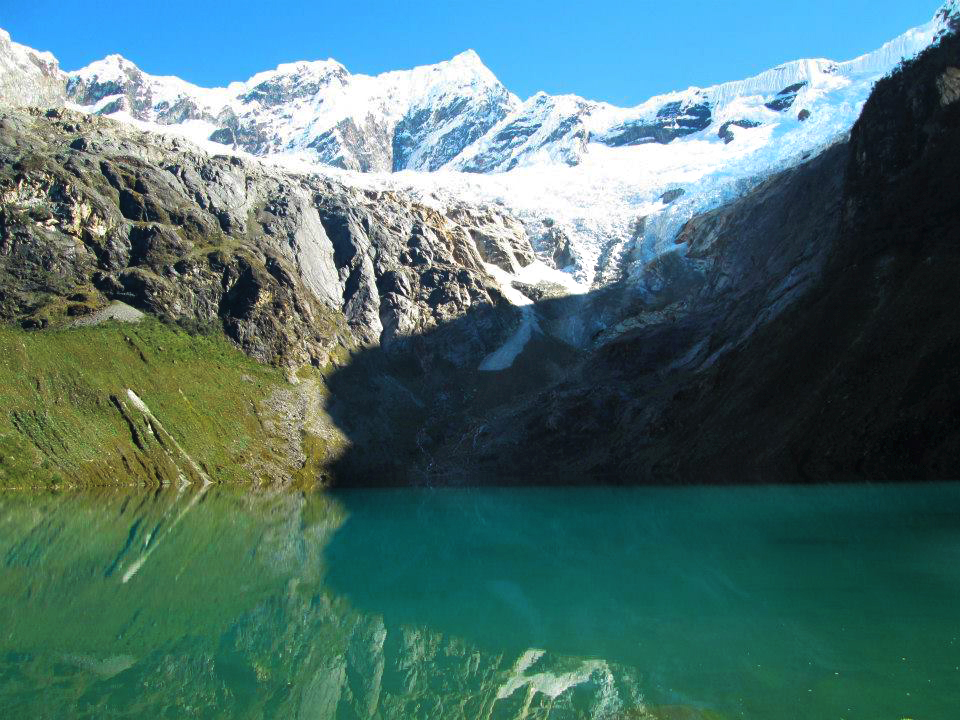
Laguna Yanarraju, originada por la desglaciación del glaciar Contrahierbas.

Debido a su ubicación en la cabecera de la cuenca izquierda del río Marañon, la red hidrográfica distrital está compuesta por numerosos ríos y arroyos que bañan varias zonas geográficas, los cuales completan un mapa de recursos hídricos aprovechado tanto para el consumo humano como para fines agrícolas e hidroenergéticos. Existen dos ríos principales, que recorren el distrito de sur a norte: el río Arma, que nace en las punas de Tayán y del Nevado Perlilla al sur, y el río Chacapata, que nace en las faldas de los nevados Copa y Bayococha al suroeste. Estos cauces son alimentados por quince arroyos a lo largo de su recorrido hasta su unión en Puruytumac, donde toma el nombre de río Acochaca. El Acochaca posteriormente desemboca en el río Yanamayo y este, a su vez, en el río Marañon.
El distrito cuenta con treinta y dos lagunas de origen glaciar. Las más importantes en relación con su capacidad de almacenamiento de agua son las de Librón, Cancaracá y Yanarraju, ubicadas al oeste; Pagarisha, Patarcocha y Runtucocha, ubicadas al sur, y Huakuycocha, Ventanilla y Tallancocha, ubicadas al este. Solo en Patarcocha se ha construido una presa hidráulica para fines de consumo humano. Asimismo, los arroyos más importantes que son aprovechados por los centros poblados para garantizar el abastecimiento de agua para riego son: al este, el Rayán, al oeste el Camchas y al sur el Juitush; las aguas de este último también son captadas por la central hidroeléctrica de Collo para generar 734 kW de potencia energética.

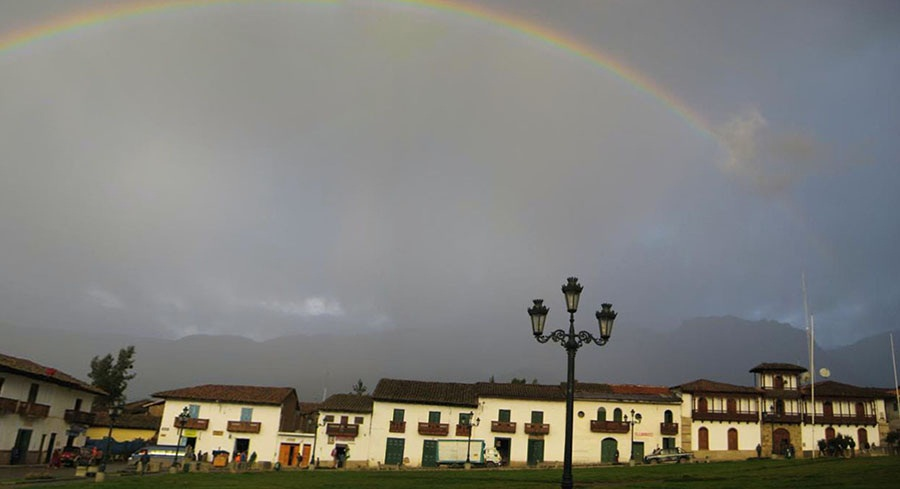
Lluvias procedentes de las punas de Tallán y Aywinyaj.

## Clima
El distrito presenta una diversa gama de microclimas por ubicarse en el piso altitudinal Quechua a esto se añade su proximidad al trópico que en suma hacen que la temperatura en un día varíe considerablemente. Los territorios entre los 3000 y 3500 m s. n. m., se ubican dentro del piso térmico frío o microtérmico, ya que presentan durante el verano andino, comprendido entre mayo y septiembre, temperaturas que oscilan entre 13 °C y 23 °C como máximo, mientras que la sensación térmica puede alcanzar los 28 grados. Durante la noche la temperatura desciende y se mantiene entre 10 °C y -1 °C, lo que produce heladas meteorológicas que llegan a formar una capa fina de escarcha en la vegetación. Durante el invierno, que comprende de noviembre a marzo, la temperatura máxima diaria alcanza los 16 °C y desciende hasta los 2 °C con sensaciones térmicas que oscilan entre -5 a -10 °C
Los territorios que se encuentran entre los 3500 y 6500 m s. n. m. están regidos por climas fríos y polares, con una media que alcanza los 11 °C durante el día y -10 °C durante la noche en el verano. Mientras que las temperaturas invernales llegan a 8 °C durante el día y -25 durante la noche.
El índice de evaporación promedio anual varía entre 50 y 150 mm. También cabe resaltar que los índicadores de precipitación durante el invierno son elevados, debido a las corrientes de vientos húmedos y tibios procedentes de la cuenca amazónica que se encuentran con las corrientes de viento frío de la Cordillera Blanca, formando así un frente cálido en las punas de Tallán y Aywinyaj que, posteriormente, avanza de este a oeste generando tormentas eléctricas y lluvias de mucha intensidad.
| Parámetros climáticos promedio de Chacas (territorios entre 3000 - 3500 m s. n. m.). | Parámetros climáticos promedio de Chacas (territorios entre 3000 - 3500 m s. n. m.). | Parámetros climáticos promedio de Chacas (territorios entre 3000 - 3500 m s. n. m.). | Parámetros climáticos promedio de Chacas (territorios entre 3000 - 3500 m s. n. m.). | Parámetros climáticos promedio de Chacas (territorios entre 3000 - 3500 m s. n. m.). | Parámetros climáticos promedio de Chacas (territorios entre 3000 - 3500 m s. n. m.). | Parámetros climáticos promedio de Chacas (territorios entre 3000 - 3500 m s. n. m.). | Parámetros climáticos promedio de Chacas (territorios entre 3000 - 3500 m s. n. m.). | Parámetros climáticos promedio de Chacas (territorios entre 3000 - 3500 m s. n. m.). | Parámetros climáticos promedio de Chacas (territorios entre 3000 - 3500 m s. n. m.). | Parámetros climáticos promedio de Chacas (territorios entre 3000 - 3500 m s. n. m.). | Parámetros climáticos promedio de Chacas (territorios entre 3000 - 3500 m s. n. m.). | Parámetros climáticos promedio de Chacas (territorios entre 3000 - 3500 m s. n. m.). | Parámetros climáticos promedio de Chacas (territorios entre 3000 - 3500 m s. n. m.). |
| Mes                                                                                  | Ene.                                                                                 | Feb.                                                                                 | Mar.                                                                                 | Abr.                                                                                 | May.                                                                                 | Jun.                                                                                 | Jul.                                                                                 | Ago.                                                                                 | Sep.                                                                                 | Oct.                                                                                 | Nov.                                                                                 | Dic.                                                                                 | Anual                                                                                |
| ------------------------------------------------------------------------------------ | ------------------------------------------------------------------------------------ | ------------------------------------------------------------------------------------ | ------------------------------------------------------------------------------------ | ------------------------------------------------------------------------------------ | ------------------------------------------------------------------------------------ | ------------------------------------------------------------------------------------ | ------------------------------------------------------------------------------------ | ------------------------------------------------------------------------------------ | ------------------------------------------------------------------------------------ | ------------------------------------------------------------------------------------ | ------------------------------------------------------------------------------------ | ------------------------------------------------------------------------------------ | ------------------------------------------------------------------------------------ |
| Temp. máx. media (°C)                                                                | 14                                                                                   | 15                                                                                   | 16                                                                                   | 18.1                                                                                 | 21.1                                                                                 | 23                                                                                   | 24                                                                                   | 23                                                                                   | 22                                                                                   | 18                                                                                   | 16                                                                                   | 14                                                                                   | 18.7                                                                                 |
| Temp. media (°C)                                                                     | 8.5                                                                                  | 9                                                                                    | 9.5                                                                                  | 11                                                                                   | 13                                                                                   | 14                                                                                   | 14.5                                                                                 | 14                                                                                   | 13.5                                                                                 | 12.5                                                                                 | 10                                                                                   | 8.5                                                                                  | 12.1                                                                                 |
| Temp. mín. media (°C)                                                                | 3                                                                                    | 3                                                                                    | 3                                                                                    | 4                                                                                    | 4                                                                                    | 4                                                                                    | 3                                                                                    | 3                                                                                    | 4                                                                                    | 4.2                                                                                  | 4.4                                                                                  | 3                                                                                    | 3.6                                                                                  |
| Días de lluvias (≥ 1 mm)                                                             | 21                                                                                   | 20                                                                                   | 18                                                                                   | 15                                                                                   | 11                                                                                   | 8                                                                                    | 3                                                                                    | 2                                                                                    | 6                                                                                    | 11                                                                                   | 14                                                                                   | 17                                                                                   | 147                                                                                  |
| Fuente: Accuweather                                                                  |                                                                                      |                                                                                      |                                                                                      |                                                                                      |                                                                                      |                                                                                      |                                                                                      |                                                                                      |                                                                                      |                                                                                      |                                                                                      |                                                                                      |                                                                                      |

## Ecología
Flora

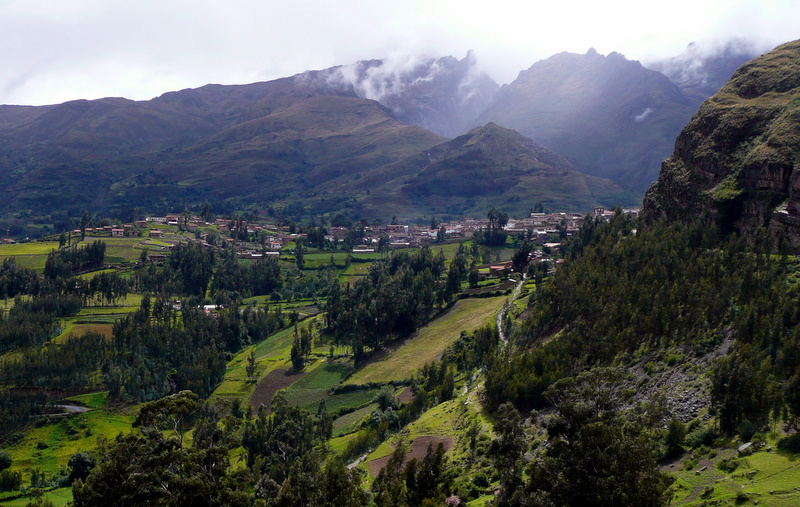
Los bosques de eucalipto son comunes en el territorio chacasino por debajo de los 3500 m s. n. m.

La flora está dominada en gran parte por las especies alóctonas eucalipto y pino suizo (Pinus cembra). El primero se localiza en gran porcentaje del territorio distrital por debajo de los 3500 m s. n. m., debido a su intensiva forestación a inicios de los años 1980. El segundo se encuentra por encima de los 3500 m s. n. m., forestado por la Parroquia de Chacas a finales de la década de 1990. Que comparten el hábitat con la vegetación autóctona andina, como el quenual, la quishuar, el molle, el ichu, y un abundante número de plantas aromáticas como el cedrón y la muña, entre otras. Mientras que, sobre y alrededor de los ríos Chucpin, Acochaca y Arma coexisten especies de ribera, como el aliso, la adelfa, la zarzamora y el carrizo.
Fauna
La fauna autóctona está compuesta por variadas especies animales que habitan en los diferentes ecosistemas existentes. Entre los mamíferos, destacan la taruca, el venado el oso de anteojos y el zorro en las zonas más espesas de los bosques de puna, y roedores como la vizcacha y la muca en las zonas pedregosas. También hay una gran diversidad de aves: rapaces, como el cóndor, el gavilán y el cernícalo, y nocturnas, como el búho; aves acuáticas, como el pato andino, y paseriformes, como el gorrión común, el jilguero y el ruiseñor. Cabe destacar la existencia de aves migratorias, como es el caso de las golondrinas, que se instalan durante el invierno en los humedales. Además, es reseñable entre las aves domésticas la paloma. Entre los reptiles, habitan saurios como la lagartija, y ofidios, como la culebra. En cuanto a los anfibios, habitan el sapo y la rana verde.

## Historia
Alexander Von Humboldt resaltó la importancia del distrito Chacas en la producción minera a nivel nacional, nombrándolo junto a Conchucos, Pomabamba, Huari, Chavín y Recuay en su Ensayo Político sobre el reino de la Nueva España (1811). Entre las décadas de 1810 y 1900, se instalaron en Chacas más de 10 haciendas agrícolas y mineras de las que destacaron: San Francisco de la Contadera, propiedad de Fernando Rincón y Rodríguez); Santa Catalina y Chacapata de Pedro Cafferata y Luis Cafferata; Huallin, de José Amez Navarro: Ludorina y la Inmaculada de Tuma, de Ludovico Amez Mariluz, todas dedicadas a las actividades agrícolas y la explotación de las minas de la Cordillera Blanca. De estas minas destacaron: Ánimas, Huamaná, Cajavilca, Kellayruna, San Antonio de Apash, Laurión y Huichganga. En 1870, durante su recorrido por el departamento de Áncash, Antonio Raimondi visitó varias de estas haciendas y las consignó en su obra Áncash y sus riquezas minerales. Mientras que el geógrafo austriaco Hans Kinzl y el geólogo y botánico alemán Phillip Borchers visitaron las haciendas de Santa Catalina, Chacapata y Ludorina, describiéndolas en su libro Die Weisse Kordillere en 1932.

## Demografía
En la gráfica se observa la evolución de la población de Chacas en su historía, el pico de población entre 1860 y 1920 coincide con el auge minero del distrito. En 1876 se tienen como principales pueblos a Chacas con 1230 habitantes, Chinlla con 1220 y Pampash con 1038 habitantes.
| Gráfica de evolución demográfica de distrito de Chacas entre 1774 y 2025                              |
| |
| Según los censos de población del INEI, Municipalidad de Asunción. Para el año 1772. Para el año 1876 |

### Centros poblados

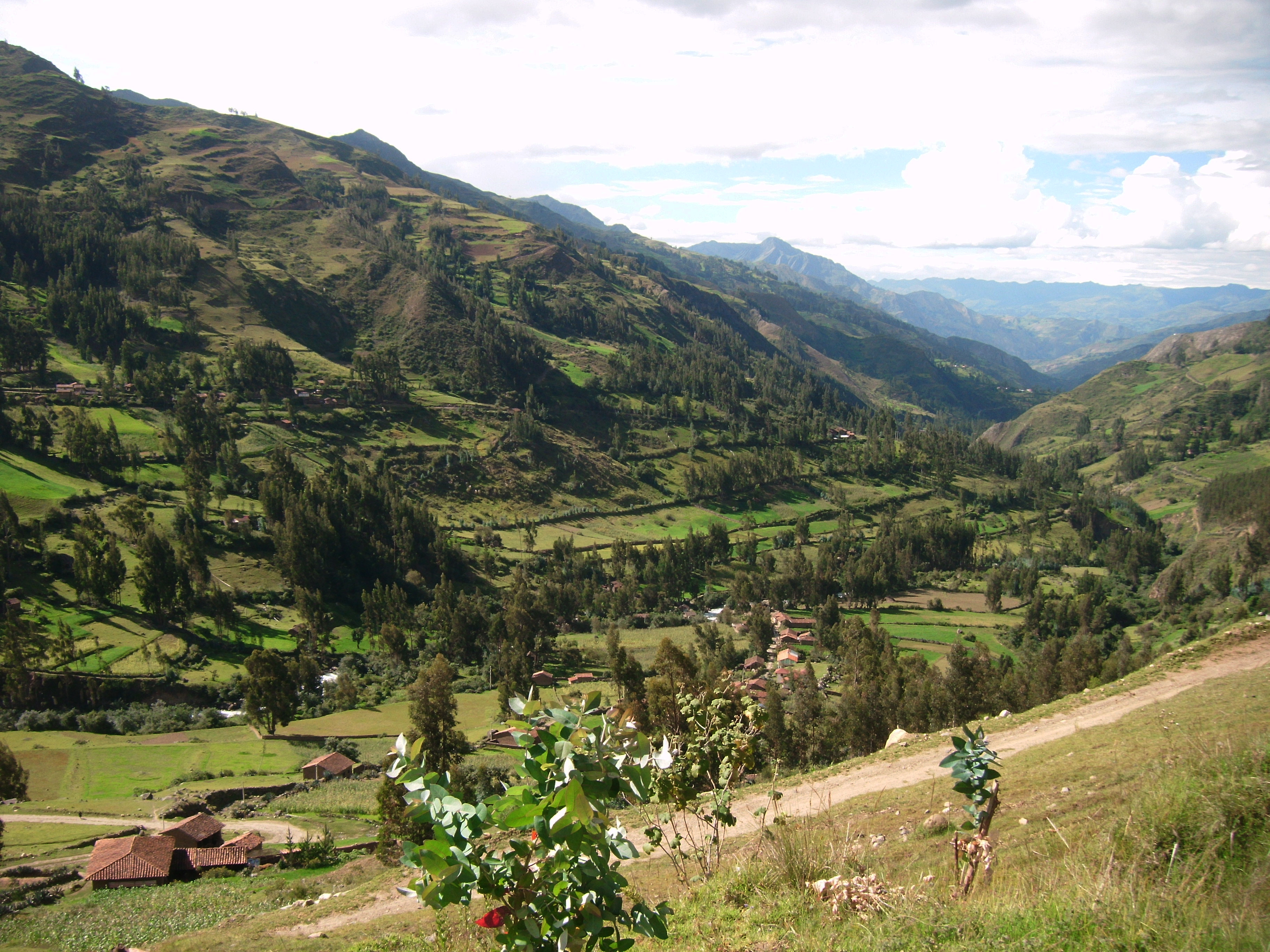
Centro poblado y valle de Chucpin.

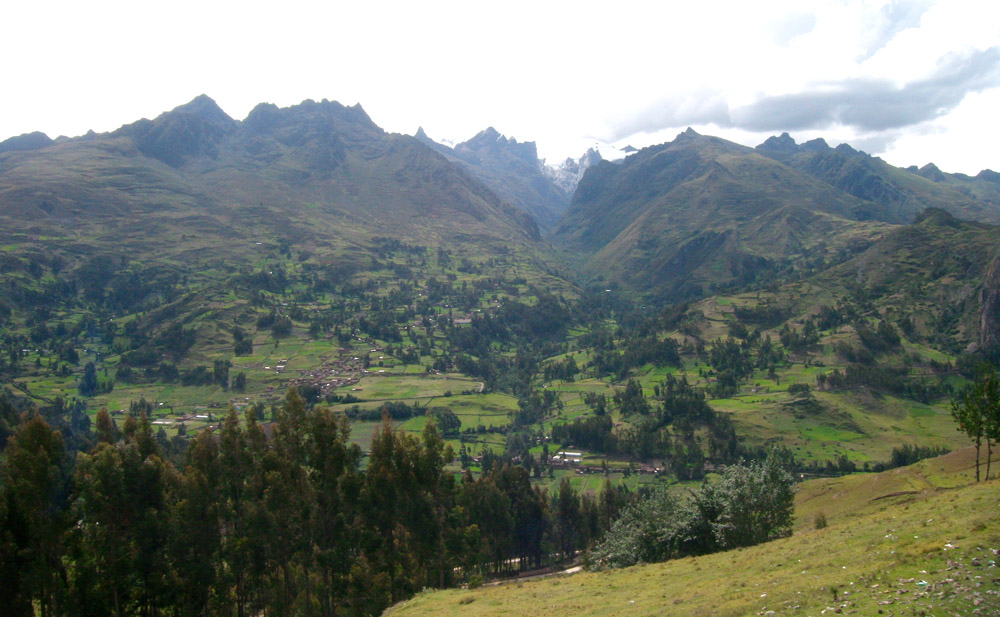
Centros poblados de Viscas y Pampash entre los valles de Chacapata y Camchas.

La orografía accidentada del distrito de Chacas, así como la disponibilidad de recursos necesarios para sus habitantes, ha propiciado el desarrollo de numerosos núcleos de población alejados del núcleo principal. El distrito está formado por la ciudad capital Chacas, con cinco barrios aledaños: Alameda, Atusparia, Camchas, San Martín y Tinko. Existen núcleos de población secundarios diseminados por todo el distrito, es decir, gran cantidad de caseríos rurales habitados o deshabitados, aislados o bien formando agrupaciones de pequeña o mediana entidad. Este es el caso de Pampash, Jambón, Cochas, Macuash, Rayán y Huallin, entre otros, que son habitados durante todo el año debido a la población rural que vive de la agricultura y la ganadería.
A continuación se muestra una tabla con los centros poblados con más de 100 habitantes. En los casos de Cochas y Goyllarwanka, a pesar de ser considerados aún como centros poblados, estos comparten un continuo urbano con el pueblo de Chacas. Tal y como sucedió con Tinko en 2010, se espera que Cochas y Goyllarwanka se unan como nuevos barrios a Chacas en los próximos años.
| Centro poblado o anexo   | Coordenadas                                | Población estimada (2025) | Tendencia     |
| ------------------------ | ------------------------------------------ | ------------------------- | ------------- |
| Chacas                   | 9°9′33″S 77°21′51″O / -9.15917, -77.36417  | 2100                      | Crecimiento   |
| Cochas                   | 9°10′11″S 77°21′59″O / -9.16972, -77.36639 | 200                       | Crecimiento   |
| Goyllarwanka - Urahuanca | 9°9′57″S 77°21′46″O / -9.16583, -77.36278  | 150                       | Crecimiento   |
| Chacato                  | 9°9′57″S 77°21′46″O / -9.16583, -77.36278  | 113                       | Decrecimiento |
| Chucpin                  |                                            | 15                        | Decrecimiento |
| Pompey                   | 9°10′51″S 77°26′4″O / -9.18083, -77.43444  | 250                       | Crecimiento   |
| Huayá                    | 9°9′55″S 77°23′33″O / -9.16528, -77.39250  | 237                       | Crecimiento   |
| Jambón                   | 9°9′21″S 77°23′27″O / -9.15583, -77.39083  | 310                       | Decrecimiento |
| Macuash                  | 9°9′13″S 77°21′7″O / -9.15361, -77.35194   | 100                       | Decrecimiento |
| Pampash                  | 9°8′48″S 77°23′41″O / -9.14667, -77.39472  | 200                       | Crecimiento   |
| Piñá                     | 9°8′28″S 77°21′56″O / -9.14111, -77.36556  | 150                       | Decrecimiento |
| Rayán-Lucmabamba         | 9°8′28″S 77°21′56″O / -9.14111, -77.36556  | 232                       | Crecimiento   |
| Tajshakuna               |                                            | 50                        | Crecimiento   |
| Viscas                   | 9°9′18″S 77°23′39″O / -9.15500, -77.39417  | 200                       | Crecimiento   |
| Total                    |                                            | 5563                      |               |

Fuentes: Municipalidad Provincial de Asunción (2007), Google Earth, Geonet 

## Atractivos Turísticos
El Museo de Arqueología de Chacas exhibe una colección de cerámica de estilos Recuay, Wari, Conchucos, Pincus, Yarus, Waras e Inca. En el  recorrido se muestran esculturas de piedra con variedad de figuras y diseños geométricos, así como metalurgia Recuay. Lun a Sab de 8 a. m. a 5 p. m.. Plaza de armas s/n.

## Autoridades

### Municipales
- 2023-2026[27]
  - Alcalde: Baylón Pajuelo Blas
  - Teniente alcalde: Rosa Cerna Luna
  - Regidores:

### Religiosas
- Parroquia de Chacas[28]
  - Sacerdotes: Luca Bergamaschi y Misael Amez.

## Festividades
- Agosto: Virgen de la Asunción